# Casa passiva

Una casa passiva (Passivhaus secondo il termine originale di lingua tedesca, passive house in lingua inglese) o edificio passivo, in bioedilizia, è un edificio che “copre” la maggior parte del suo fabbisogno di energia per riscaldamento e raffrescamento ambientale interno ricorrendo a dispositivi passivi.

## Storia
Espressioni simili furono utilizzate dapprima in una pubblicazione del 1978 dal titolo "Regional guidelines for building passive energy conserving homes" pubblicata - a cura dell'American Institute of Architects - dall'AIA Research Corporation.
Il protocollo Passivhaus è nato invece nel maggio del 1988 dalla collaborazione tra Bo Adamson dell'università svedese di Lund e il tedesco Wolfgang Feist. Il loro concetto fu sviluppato attraverso una serie di progetti di ricerca finanziati in parte dal land tedesco Assia.
Il primo edificio del genere è stato costruito in Germania è stata costruita nel 1991 nel quartiere Kranichstein a Darmstadt dal Dr. Wolfgang Feist. Il fabbisogno energetico delle quattro villette a schiera ammonta in media a 10 kWh/m²a e si mantiene stabile da 15 anni. La prima casa passiva tedesca pluri-familiare si trova a Friburgo (1999). Seguirono un complesso residenziale di 21 case a Wiesbaden, 32 case Hannover-Kronsberg e 52 case a Stoccarda. Tra gli anni 1999-2001 sono state costruite attraverso il CEPHEUS (Cost Efficient Passive Houses as European Standards) ulteriori 221 complessi in 14 località in cinque stati dell'Unione Europea: Germania, Svezia, Francia, Svizzera ed Austria. Tutte le costruzioni furono controllate e le misurazioni rispettarono pienamente le aspettative. Ad oggi la più grossa costruzione passiva tedesca si trova ad Ulm e si chiama Energon (2002). 
In Italia, il primo edificio costruito e certificato dal PHI è la sede dell'impresa KLAS a Malles Venosta. Uno dei primi edifici pubblici in target casa passiva è l'Expost a Bolzano progettato dal arch. Michael Tribus nel 2004. Si tratta dell'adeguamento dell'ex edificio postale in sede per gli uffici della Provincia autonoma di Bolzano. L'edificio ha una cubatura di circa 20.000 m³ ed il consumo è di 7 kWh/m².a che corrisponde a meno di un litro di olio combustibile per metro quadrato annuo.
La prima Passivhaus degli Stati Uniti d'America è stata costruita nel 2006 in Bemidji, Minnesota per il programma Deutsch-als-Fremdsprache-Programm Waldsee. Il progetto in Waldsse è stato possibile grazie all'aiuto della fondazione tedesca per l'ambiente e finanziato da diverse imprese tedesche.

## Descrizione
È dunque un'abitazione che assicura il benessere termico senza o con una minima fonte energetica di riscaldamento interna all'edificio ovvero senza alcun impianto di riscaldamento "convenzionale", ossia caldaia e termosifoni o sistemi analoghi. Si tratta dunque di una casa che massimizza l'efficienza energetica. È detta "passiva" perché la somma degli apporti passivi di calore dell'irraggiamento solare trasmessi dalle finestre e il calore generato internamente all'edificio da elettrodomestici e dagli occupanti stessi sono quasi sufficienti a compensare le perdite dell'involucro durante la stagione fredda.
L'architettura passiva è dunque una architettura che copre, con una serie di dispositivi passivi, la maggior quota dei fabbisogni energetici degli edifici attraverso flussi di caldo e freddo tratti dall'ambiente esterno. Poiché in qualunque stagione il freddo e il caldo all'esterno non sono sempre disponibili quando utili, si avvale di "masse di accumulo termico", cioè quantità di materiali con elevata capacità termica (= calore specifico x massa). Dato che i materiali edili presentano calori specifici poco diversi tra di loro (circa ±20% intorno al valore medio), per ottenere efficaci accumuli termici fa ricorso a materiali tradizionali pesanti (es. pietra, calcestruzzo, laterizio) o a materiali di nuova concezione (es. PCM-phase change materials), in rari casi anche a serbatoi d'acqua.
Tali materiali dovranno essere esposti all'ambiente interno per svolgere al meglio la loro funzione di accumulo e rilascio del calore e del fresco, o al più separati da esso a mezzo di strati di materiali fortemente conduttivi il calore e completamente aderenti ad essi. È per questa ragione che negli edifici "leggeri" si usano contropareti in argilla cruda o cotta, o rivestimenti con le più costose lastre caricate con materiali a cambiamento di fase per implementarne le capacità di accumulo termico interno. Edifici passivi possono essere realizzati in ogni materiale di costruzione: legno strutturale, mattone, cemento armato.

### Dispositivo passivo
Un sistema di guadagno passivo è un dispositivo per il riscaldamento ambientale ed è classificabile come "passivo" quando riesce a riscaldare l'edificio che ne è dotato non richiedendo forniture energetiche esterne. Esempio di dispositivi di tipo passivo per il riscaldamento invernale sono le serre solari, i muri di Trombe, i sistemi Barra-Costantini, i muri di accumulo, i collettori solari termici ad acqua o ad aria purché a circolazione naturale, ma anche delle semplici vetrate esposte a sud e capaci di offrire un contributo energetico positivo all'edificio considerando i contributi lungo l'intero corso dell'anno.
Più complessa è la definizione di un dispositivo di raffrescamento ambientale passivo. Per raffrescare si dispone di macchine che richiedono normalmente, a parità di energia termica trattata, una maggior quantità di energia primaria rispetto alle macchine per riscaldamento. Per tale ragione un dispositivo per raffrescamento è definito passivo anche se ha bisogno di pompe, ventilatori o altri apparecchi ausiliari, purché non faccia ricorso a cicli frigoriferi.

### Bilancio energetico tendente al pareggio
L'energia necessaria a pareggiare il bilancio termico dell'edificio è tipicamente fornita con sistemi non convenzionali (es. pannelli solari fotovoltaici, pannelli solari termici o pompa di calore per riscaldare l'aria dell'impianto di ventilazione controllata a recupero energetico).
L'impianto di riscaldamento convenzionale si può eliminare se il carico termico necessario per il riscaldamento invernale è molto basso, convenzionalmente inferiore a 10 W/m². Queste prestazioni si ottengono con una progettazione molto attenta, specie nei riguardi dei ponti termici, con spessi strati di materiali isolanti termici su murature perimetrali, tetto e solai inferiori, e mediante l'adozione di sistemi di ventilazione controllata a recupero energetico per minimizzare le dispersioni di calore.

## Diffusione e requisiti

Nate in Svezia, le case passive sono diffuse principalmente in Germania, Austria e Paesi Bassi e altri paesi nord-europei. Anche in Italia sono ormai tante le esperienze su tutta l'area nazionale.
In Austria, a partire dal 2015, la casa passiva sarà lo standard prescritto per tutti gli edifici. Nella regione austriaca del Vorarlberg è obbligatorio già dal 1º gennaio 2007.
L'istituto di case passive tedesco PHI (Darmstadt) considera una costruzione passiva se questa soddisfa i seguenti requisiti (quantitativi):
- fabbisogno energetico utile richiesto per il riscaldamento ≤ 15 kWh/(m²a)

ovvero
- carico termico invernale ≤ 10 W/m²
- fabbisogno energetico utile richiesto per il raffrescamento ≤ 15 kWh/(m²a)
- carico termico estivo ≤ 10 W/m²
- tenuta all'aria n50 ≤ 0,6/h
- fabbisogno energetico primario di energia ≤ 120 kWh/(m²a)

### Test della qualità
Al fine di costruire una casa passiva occorre prestare maggiore attenzione alla qualità rispetto alla costruzione di una normale casa. Perciò occorre che tutti i componenti previsti per la costruzione di una casa passiva siano appropriati, ad esempio nelle fasi di progettazione, realizzazione e gestione di un green building. Anche il fabbisogno energetico al fine di evitare i ponti termici si può verificare già durante la fase di progettazione calcolando il bilancio energetico. Durante la fase di costruzione si dovrebbe verificare se ciò che è stato previsto durante la fase di progettazione corrisponda al vero. Il Blower-Door-Test (secondo la UNI EN 13829; il valore n50 ottenuto dal collaudo non deve superare 0,6 h−1) della costruzione grezza (a rustico) verifica che tutti i collegamenti e i componenti siano effettivamente quasi ermetici. Al termine dei lavori per circa 200 euro il costruttore ottiene (in Germania) da un ente certificatore un certificato nel quale la perdita di energia e il guadagno di energia siano ripartite. In Italia esiste il certificato energetico, simile nei valori che attribuisce, alle classi energetiche degli elettrodomestici, con la classe A (ed A+, in caso di rendimento superiore) ad indicare il massimo risparmio energetico, che decresce al crescere della lettera alfabetica.

### Edifici e costruzione
La perdita di calore attraverso le pareti esterne dell'edificio viene minimizzata attraverso l'impiego delle tecniche di captazione termica. La trasmittanza termica (valori bassi significano bassa dispersione) deve raggiungere il valore di 0,10 sino a 0,20 W/m²K. A causa delle alte temperature delle superfici interne delle pareti esterne (pareti a contatto con l'ambiente) si otterrà anche un piacevole sensazione di comfort. In estate l'efficiente coibentazione permette di avere temperature più basse.
Per evitare che la costruzione subisca deterioramenti o danni, accanto ad un efficiente isolamento è indispensabile che tutte le parti della costruzione siano ermetiche a tutti i livelli. 
L'ermeticità interna dell'edificio è facilmente ottenibile durante la fase di costruzione attraverso l'ermeticità dell'involucro edilizio.

## Costruzione tradizionale
Nelle costruzioni tradizionali (Massivbau) è sufficiente un opportuno strato di intonaco per ottenere l'ermeticità della parete. Per le parti più critiche come finestre e porte esistono prodotti standard come Anputz ("Apu")-Leisten e überputzbare Anschlussbänder a disposizione, che realizzano in maniera semplice l'ermeticità. Anche per la realizzazione dell'ermeticità delle prese elettriche esiste un metodo collaudato: praticare l'incavo di 5 mm di diametro e incassare una normale scatola di derivazione con i cavi già cablati, oppure impiegare apposite scatole di derivazione che sono ermetiche facilmente reperibili sul mercato.
Neanche per le costruzioni leggere (Leichtbau) come ad esempio le case in legno strutturale l'ermeticità si rivela un problema. In queste case si impiegano pannelli in legno (Holzwerkstoffplatten), carta rinforzata con fibre (faserverstärkte Papiere oder Folien).
Con l'impiego di elementi prefabbricati questi vanno resi ermetici. In questo caso esistono collaudati sistemi: 
-	EPDM-Dichtprofile, 
-	Dichtschläuche aus in PE-Folie verpackter Mineralwolle
-	Abklebungen mit qualifizierten Klebebändern mit ausreichendem Funktionshub.
In ogni caso le giunzioni delle pareti (es. i cavi per l'illuminazione esterna) devono immediatamente essere chiuse ermeticamente. L'ermeticità permette anche una migliore utilizzabilità nel caso dei magazzini.
Attraverso una attenta realizzazione dell'involucro edilizio si possono completamente evitare i possibile deterioramenti o danni derivanti dalla condensa e dalla formazione di muffe.

### Gli impianti
In una casa passiva in genere non viene utilizzato un impianto di riscaldamento tradizionale. Esiste almeno una fonte di calore, e la distribuzione del calore avviene nella maggior parte dei casi attraverso un sistema di ventilazione controllata con scambiatori a flusso incrociato che recuperano anche il 95% del calore dell'aria in uscita. I termosifoni e le superfici irradianti non sono necessari, anche se il loro utilizzo è ammesso: in tal caso possono essere di dimensioni ridotte.

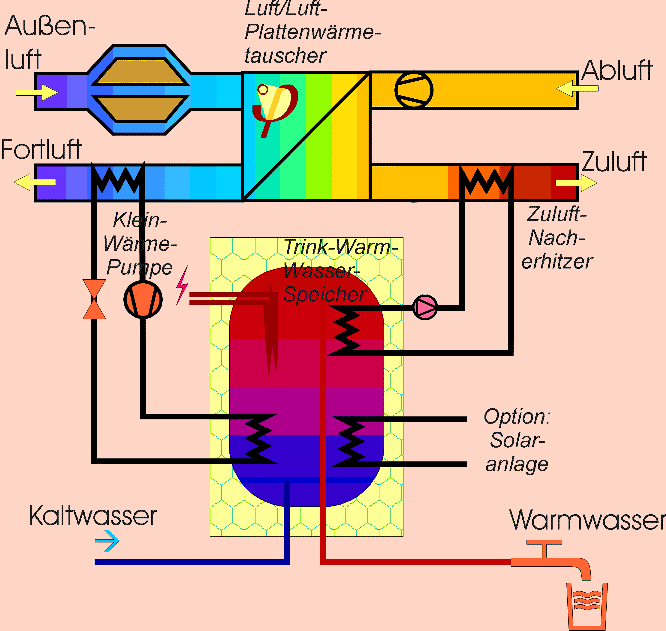
Oltre allo scambio termico (al centro), una micro pompa di calore estrae calore dall'aria e dall'acqua uscente per reimmetterlo nell'aria o nell'acqua della casa. Il controllo della temperatura interna per mezzo della ventilazione è la base dei sistemi passivi

#### Sistema di ventilazione
Per realizzare l'indispensabile cambio d'aria dovuto a ragioni igieniche e al medesimo tempo perdere il minor quantitativo possibile di energia, è previsto un impianto di ventilazione con recupero di calore alimentato con motore ad alta efficienza (potenza richiesta nell'ordine dei 40 W). L'aria calda in uscita (dalla cucina, dal bagno e dal WC) viene convogliata verso uno scambiatore a flusso, dove l'aria fredda in ingresso riceverà dall´80% sino al 95% del calore. L'aria di alimentazione viene così riconvogliata verso la casa (soggiorno e camere da letto).
Il flusso d'aria esterno prima di raggiungere lo scambiatore di calore in alcuni edifici è convogliato attraverso un pompa di calore geotermica. Tipicamente le tubazioni hanno le seguenti caratteristiche: ≈20 cm di diametro, ≈40 m di lunghezza e una profondità di ≈1.5 m.
L'impianto di ventilazione è posato in modo tale che nessuna corrente d'aria risulta percepibile. 
Questo permette in maniera facile di avere un flusso d'aria d'alimentazione ridotto (è sufficiente un po' d'aria fresca in ingresso, l'impianto di aria condizionata non è necessario).
Un impianto di ventilazione è indispensabile in una casa passiva, poiché se si utilizzasse l'aerazione attraverso le finestre il desiderato risparmio energetico insieme con la qualità dell´aria non sarebbe mai possibile. Gli impianti di ventilazione delle case passive sono silenziosi e altamente efficienti (dal 75% al 95% del calore recuperato). Questi impianti necessitano di poca energia elettrica (circa 40-50 Watt) anche se possono causare il problema dell'aria troppo secca. Questo problema si manifesta quando il ricambio dell'aria non è stato correttamente dimensionato.

#### Pompa di calore
Il rimanente piccolo fabbisogno energetico può essere prodotto per esempio con una piccola pompa di calore. Esistono impianti aggregati (Packaged building services units in inglese, Kompaktaggregate in tedesco), i quali sono una combinazione di un impianto di ventilazione ed una pompa di calore.
In questo modo è possibile riscaldare nuovamente "l'aria di alimentazione" necessaria per il riscaldamento. La stessa pompa di calore potrebbe riscaldare anche l'acqua. Come per tutti gli impianti di riscaldamento anche in una casa passiva la pompa di calore va opportunamente dimensionata. Una combinazione di riscaldamento, impianto di ventilazione, impianto per l'acqua calda è offerto da impianti compatti. Essi necessitano di una superficie di ingombro ridotta e consumano una modesta quantità di energia elettrica.

#### Caldaia a pellet
Una caldaia a pellet con un collettore d'acqua può produrre la rimanente quantità d'energia necessaria; una stufa può bastare per un'intera villetta. Stufe tradizionali hanno persino delle prestazioni troppo elevate in rapporto alle necessità. L'irradiazione d'aria non deve essere eccessiva (max 20%), in modo che il locale caldaia non venga riscaldato inutilmente.
Pur essendo una fonte di energia rinnovabile, come prodotto del legno, i pellet possono subire piccole variazioni di prezzo in funzione del mercato del Legno in quanto viene prodotto dalla segatura, quindi uno scarto della lavorazione delle segherie.
A molta richiesta di legname corrisponde un costo stabile dei pellet, mentre una diminuzione della richiesta può portare ad aumenti del prezzo dei pellet.

#### Impianto ad energia solare
Un impianto ad energia solare può essere utilizzato sia per scaldare l'acqua che come compendio al sistema di riscaldamento.